# Cadena Markarian
La cadena Markarian és una col·lecció de galàxies del cúmul de la Verge. Quan es veuen des de la Terra, les galàxies s'hi troben al llarg d'una línia suaument corbada. Charles Messier va descobrir per primera vegada dues de les galàxies, M84 i M86, el 1781. Les altres galàxies vistes a la cadena van ser descobertes per William Herschel i ara es coneixen principalment pels seus nombres de catàleg al New General Catalogue de John Louis Emil Dreyer, publicat el 1888. Finalment va rebre el nom de l'astrofísic soviètic armeni, Benjamin Markarian, que va descobrir el seu moviment comú observant-la intensament a principis dels anys seixanta.
La cadena de Markarian en sentit estricte inclou les galàxies M84 (NGC 4374), M86 (NGC 4406), NGC 4435, NGC 4438, NGC 4461, NGC 4473 i NGC 4477. Alguns autors també afegeixen altres galàxies com NGC 4458.
Excepte NGC 4406, que s'acosta a la Terra a una velocitat radial d'uns 150 km/s, les altres galàxies s'allunyen de la Terra a velocitats de 70 a 2.200 km/s.